# Бенедетто I Дзаккарія
Бенедетто I Дзаккарія (італ. Benedetto I Zaccaria; бл. 1235—1307) — адмірал, посол і державний діяч Генуезької Республіки. Він був третім сеньйором Фокеї (з 1288 р.) і першим сеньйором Хіоса (з 1304 р.), а також засновником володінь родини Дзаккарія у Візантії та Латинській Греції. На різних етапах свого життя він був дипломатом, авантюристом, найманцем і державним діячем.

## Біографія
Бенедетто був другим сином Фулконе Дзаккарія та однієї з його дружин: Джульєтти або Беатріче. Бенедетто допомагав своїм братам Мануелю та Ніколіно, своєму племіннику Тедісіо та синові Палеологу в їхніх комерційних підприємствах.
Бенедетто потрапив у полон до венеційців під час облоги Тира в 1258 році. Багатообіцяючий для Генуї Візантійсько-генуезький союз, закріплений Німфейським договором 1261 року був поставлений під загрозу вже в 1264 році, коли генуезький подеста в Константинополі був звинувачений в участі у змові здати місто Манфреду Сицилійському, після чого імператор вигнав генуезців з міста до Гераклеї Перинфської. В цьому ж році Бенедетто  був посланий генуезьким послом до візантійського двору Михаїла VIII Палеолога. Хоча його місія була невдалою, його знайомство з імператором прислужилося йому в майбутньому. Після одинадцяти років переговорів, які завершилися поновленням угоди між Візантійською імперією та Генуєю, в 1275 році Бенедетто знову з'явився в Константинополі зі своїм братом Мануеле. Бенедетто одружився з однією із сестер імператора, а Мануеле отримав контроль над цінними копальнями галунів у Фокеї на узбережжі Малої Азії. Це був надзвичайно прибутковий бізнес, особливо після того, як Мануеле посів майже монопольне становище, переконавши Михаїла VIII заборонити імпорт галуну з Чорного моря, хоча ця торгівля також була в руках генуезьких купців.

Бенедетто діяв як посол візантійського імператора до Педро III Арагонського в 1280—1282 роках і брав участь у переговорах, які призвели до візантійсько-арагонського альянсу та початку війни Сицилійської вечірні, яка поклала край загрозі вторгнення Карла I Анжуйського у Візантію .

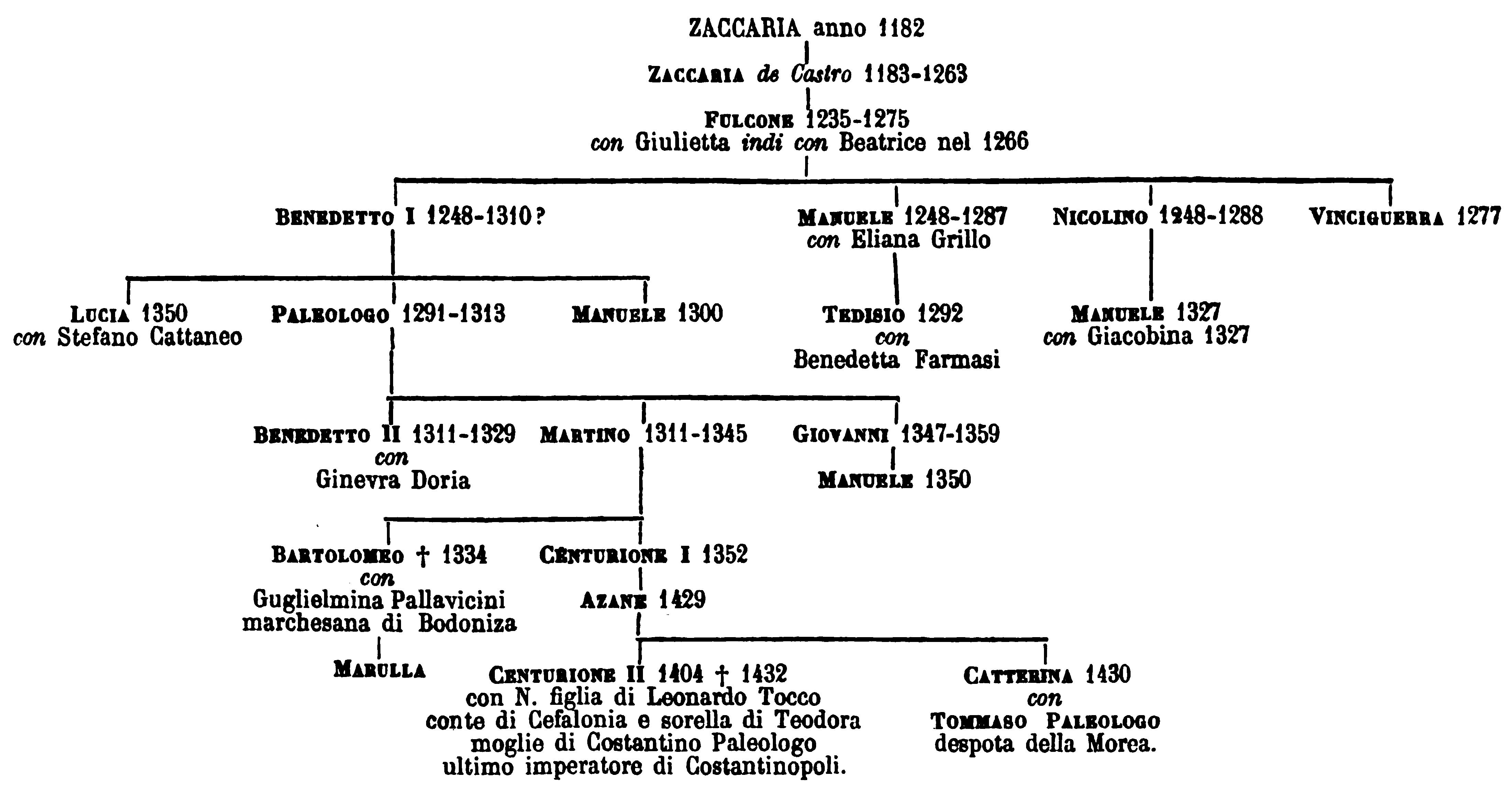
Генеалогічне дерево роду Дзаккарія в Латинській Греції

Бенедетто повернувся до Генуї в 1284 році і отримав звання адмірала. Він був одним з командувачів генуезького флоту, який розгромив Пізу в битві при Мелорії. Він очолював флотилію із двадцяти галер, відокремлених від основного генуезького флоту та спочатку прихованих від очей. Його раптовий напад призвів до вирішальної перемоги генуезців і остаточного занепаду військової та торговельної могутності Пізи.
В 1291 році він брав участь разом з кастильцями під керівництвом Санчо IV у переможній кампанії проти марокканських Маринідів. Приблизно в той же час він служив королю Франції Філіппу IV Вродливому у чині адмірала, блокуючи англійські та фламандські порти.
Перед тим, як звернутись по допомогу до османів і венеційців, візантійський імператор Андронік II Палеолог звернувся до Бенедетто. У 1296 році, під час венеційсько-генуезької Війни Курцоли, венеційський адмірал Руджеро Морозіні зруйнував Фокею.
У 1302 році Дзаккарія був призначений адміралом французького короля Філіпа IV, на цій посаді він завоював острів Хіос (1304), який до того часу був у руках мусульманських корсарів. Спочатку він передав управління островом своєму племіннику Тедісіо. У 1304 році він також зайняв Самос і Кос, які були майже повністю позбавлені населення, і імператор передав йому суверенітет над цими островами та Хіосом на два роки під візантійським сюзеренітетом. Саме з цієї дати Бенедетто вважається володарем Хіосу і починає свою кар'єру державного діяча та правителя. У 1306 році Тедісіо зайняв Тасос, який тоді був притулком грецьких піратів.
Бенедетто помер у 1307 році, а його брат Мануеле — у 1309 році. Наступником Бенедетто на посаді сеньйора Хіоса та решти володінь став його син Палеолого. Дружиною Дзаккарії була неназвана жінка, яка мала певне відношення до Палеологів.